# Убийство на Андрей Монов
Убийството на Андрей Монов е извършено на 28 декември 2007 г. на пл. Света Неделя в София. Получава широк отзвук както в медиите, така и сред футболните привърженици и националистическите партии. Смъртта на Монов настъпва след нанесен с нож удар в гръдния кош, което засегнало левия бял дроб и сърцето. За това деяние Джок Полфрийман е признат за виновен и осъден на 20 години лишаване от свобода и общо 400 000 лв. обезщетение за причинени неимуществени вреди на родителите на Монов. Към момента на убийството Монов е на 20 години, а Полфрийман на 21. През септември 2019 г. е освободен условно предсрочно от Апелативен съд – София.

## Предистория
Андрей Монов е роден в семейството на Аксения Монова и Христо Монов. Майка му е нотариус. Баща му е психолог; бивш сътрудник на Държавна сигурност; по време на убийството – заместник-председател на Държавната агенция за закрила на детето; а впоследствие и депутат в XLII народно събрание (става депутат 6 години след убийството на сина му), където е председател на Парламентарната комисия по въпросите на децата, младежта и спорта. Към момента на смъртта си Андрей Монов бил студент по право и част от агитката на футболния клуб Левски (София).
Джок Полфрийман е роден в Сидни, Австралия на 13 ноември 1986 г. и е бил в България четири пъти. Симпатизант е на крайнолеви анархистки и „антифашистки“ движения. Той има средно образование и не е бил осъждан до инцидента от 2007 г. Родителите му са Мери Джейн, по професия зъболекар и бивш общински съветник в район на Сидни; и Саймън Полфрийман, по професия патолог.

## Инцидентът
В ранните часове на 28 декември 2007 г. 21-годишният Полфрийман изпада в конфликт с група от 16 души, след като става свидетел на пререкание между тях и двама роми с неустановена самоличност на пл. „Света Неделя“ в София. По време на конфликта Полфрийман изважда нож и с него наранява 20-годишния Андрей Монов и 19-годишния Антоан Захариев. Впоследствие Монов умира поради нараняванията си.

### Други производства и дела
На 19 септември 2019 г. Апелативен съд – София освобождава предсрочно Джок Полфрийман от изтърпяване на оставащите 6 години и половина от наказането му „20 години лишаване от свобода“.